# Stomias lampropeltis
Stomias lampropeltis är en fiskart som beskrevs av Gibbs, 1969. Stomias lampropeltis ingår i släktet Stomias och familjen Stomiidae. Inga underarter finns listade i Catalogue of Life.